# Васьков Михайло Юрійович
Михайло Юрійович Васьков (рос. Михаил Юрьевич Васьков) (3 січня 1956, Москва, СРСР) — радянський і російський актор театру і кіно, заслужений артист Російської Федерації (1994).
Закінчив Вище театральне училище імені Б. В. Щукіна.

## Вибіркова фільмографія
- Північний варіант (1974)
- Афоня (1975)
- Перший рейс (1976)
- Вороги (1977)
- Міміно (1977)
- Антоній та Клеопатра (1980)
- Ти повинен жити (1980)
- Клад (1988)
- За двома зайцями (2003)
- Водій для Віри (2004)

## Телебачення
- Рекет (1992)
- Тихий Дон (1992)
- Дільниця (2003)
- Вороніни (2009—2011)